# Wladimir Petrowitsch Tortschilin
Wladimir Petrowitsch Tortschilin (russisch Владимир Петрович Торчилин; * 1946) ist ein sowjetischer, russischer und amerikanischer Biochemiker, Pharmakologe und Experte für medizinische Nanotechnologie. Tortschilin ist Professor für pharmazeutische Wissenschaften an der Northeastern University. Außerdem ist er Direktor des Center for Translational Cancer Nanomedicine und des Center for Pharmaceutical Biotechnology and Nanomedicine an der Northeastern University.
Tortschilin erforscht Themen wie Liposomen, Mizellen, biomedizinische Polymere, Wirkstofffreisetzung und Drug Targeting, pharmazeutische Nanocarrier und experimentelle Krebsimmunologie.

## Leben und Wirken
Tortschilin erwarb 1968 einen Master of Science in Polymerchemie an der Staatlichen Universität Moskau. 1971 und 1980 promovierte er zum Doktor der Philosophie (Ph.D.) bzw. zum Doktor der Wissenschaft in Polymerchemie und Chemie physiologisch aktiver Verbindungen.
1991 wurde Tortschillin Leiter des Chemieprogramms des Zentrums für bildgebende und pharmazeutische Forschung und außerordentlicher Professor für Radiologie am Massachusetts General Hospital und an der Harvard University. Von 1998 bis 2008 hatte er den Lehrstuhl für pharmazeutische Wissenschaften an der Northeastern University inne. 2012 wurde Torchillin Distinguished Professor an der Northeastern University.
Im Jahr 2021 wurde Tortschilin laut Elsevier.com als der am häufigsten zitierte Forscher unter 131 000 Forschern in der Kategorie Pharmakologie & Pharmazie, klinische Medizin anerkannt. Torchilin hat mehr als 400 Arbeiten und 150 Übersichtsarbeiten veröffentlicht sowie 12 Bücher geschrieben und herausgegeben.

## Auszeichnungen und Ehrungen
- 1982 Leninpreis für Wissenschaft und Technologie, für die theoretische, experimentelle und klinische Untermauerung der Verwendung immobilisierter Enzyme zur Behandlung von Herz-Kreislauf-Erkrankungen[1][6]
- 2005 Auszeichnung der AAPS für Forschungsleistungen im Bereich Pharmazie und Medikamentenabgabe[7]
- 2007 Auszeichnung für Forschungsleistungen vom Pharmaceutical Sciences World Congress[1]
- 2009 International Journal of Nanomedicine Distinguished Scientist Award[1]
- 2010 Founders Award, Gesellschaft für kontrollierte Freisetzung[8]
- 2012 Alec Bangham Life Achievement Award
- 2013 Journal of Drug Targeting Life Achievement Award[9]
- 2013 Blaise Pascal Medal in Biomedicine von der Europäischen Akademie der Wissenschaften[10]
- 2023 Clarivate Citation Laureate

## Mitgliedschaften
- 2002 Fellow des Amerikanischen Instituts für Medizin- und Biotechnik[11]
- 2003 Mitglied der Europäischen Akademie der Wissenschaften[12]
- 2003 Fellow, Amerikanischer Verband der Pharmazeutischen Wissenschaftler (AAPS)
- 2010 Fellow, Gesellschaft für kontrollierte Freisetzung

## Prosa
Neben seiner wissenschaftlichen Arbeit veröffentlicht Tortschilin auch Essays und Kurzgeschichten in russischen und amerikanischen Zeitschriften und Zeitungen. Torchilin hat die folgenden Kurzgeschichten für Kinder veröffentlicht:
- 1995: Странные рассказы, Moskau (Kurzgeschichten)
- 1996: Повезло, New York (Kurzgeschichten)
- 2000: Время между, St. Petersburg, Пушкинский Фонд (Puschkin-Stiftung), ISBN 5-89803-044-1. (Kurzgeschichten und Essays)
- 2006: Кружок друзей Автандила, Moskau, Наука-Культура (gebundene Ausgabe; Romane, Kurzgeschichten)
- 2012: Torchilin, V. P.; Торчилин, В. П. (2012). Labukh : povesti i rasskazy (auf Russisch). Moskva: Agraf. ISBN 978-5-7784-0429-8. OCLC 815723847.

## Wissenschaftliche Literatur
- V. P. Torchilin: Tam, gde konchaet︠s︡ia nauka. Besedy o mire i cheloveke. Izd-vo polit. lit., Moskva 1991, ISBN 5-250-01230-2. (russisch)
- Vladimir Torchilin, Mansoor M Amiji: Handbook of materials for nanomedicine. (= Pan Stanford Series on Biomedical Nanotechnology. Vol. 1). Pan Stanford, Singapore 2011, ISBN 978-981-4267-55-7.
- als Mitherausgeber mit Alfred Fahr, Defang Ouyang, Sean C. Smith, Dennis Douroumis, Jürgen Siepmann und Martin J. Snowden: Computational Pharmaceutics: Application of Molecular Modeling in Drug Delivery. Wiley & Sons, Hoboken 2015, ISBN 978-1-118-57397-6.
- Vladimir P. Torčilin (Hrsg.): Handbuch der Materialien für die Nanomedizin : polymere Nanomaterialien. (= Jenny Stanford Series on Biomedical Nanotechnology. Vol. 1). Jenny Stanford Publishing, Singapore 2020, ISBN 978-1-00-304511-3.
- Vladimir P. Torčilin (Hrsg.): Handbook of materials for nanomedicine : metal based and other. (= Jenny Stanford Series on Biomedical Nanotechnology). Jenny Stanford Publishing, Singapore 2020, ISBN 978-1-00-006713-2.
- Vladimir P. Torčilin (Hrsg.): Handbook of materials for nanomedicine : lipid-based and inorganic nanomaterials. (= Jenny Stanford Series on Biomedical Nanotechnology. Bd. 6). Jenny Standord Publishing, Singapur 2020, ISBN 978-981-4800-91-4.